# Blommensberg

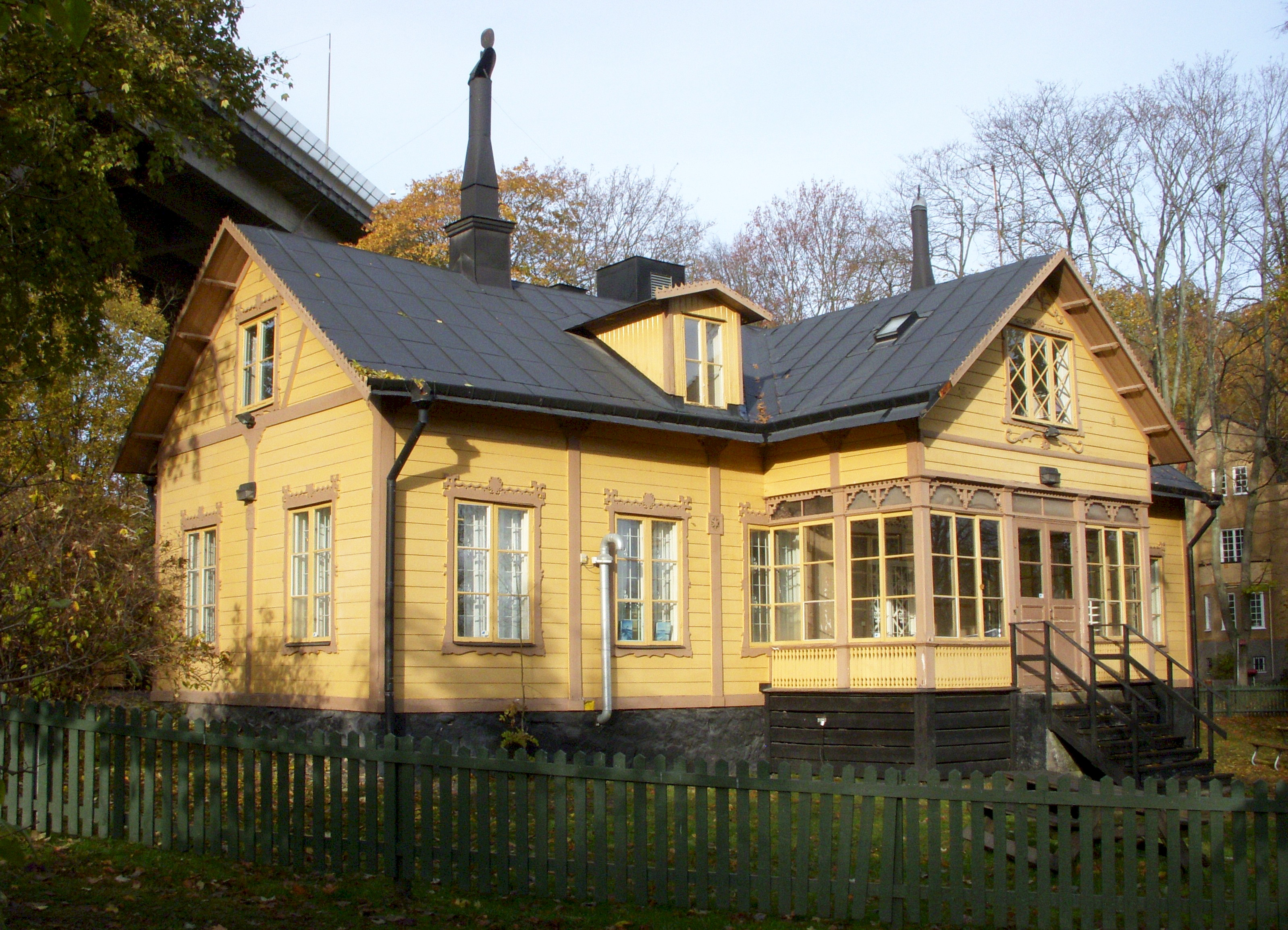
Trävillan "Hundkojan" är den enda byggnaden som finns kvar från Blommensbergs äldre bebyggelse. Foto: oktober 2010.

Blommensberg är ett område i Gröndal i södra Stockholm. Blommensberg ligger i östra delen av Vinterviken. På Blommensbergs gamla ägor finns sedan 1893 Blommensbergsskolans verksamhet. I början på 1960-talet uppfördes Essingeledens enorma Blommensbergsviadukten, som går delvis över skolgården och byggnader. Dagens "Blommensbergsvägen" påminner om den tidigare egendomen.

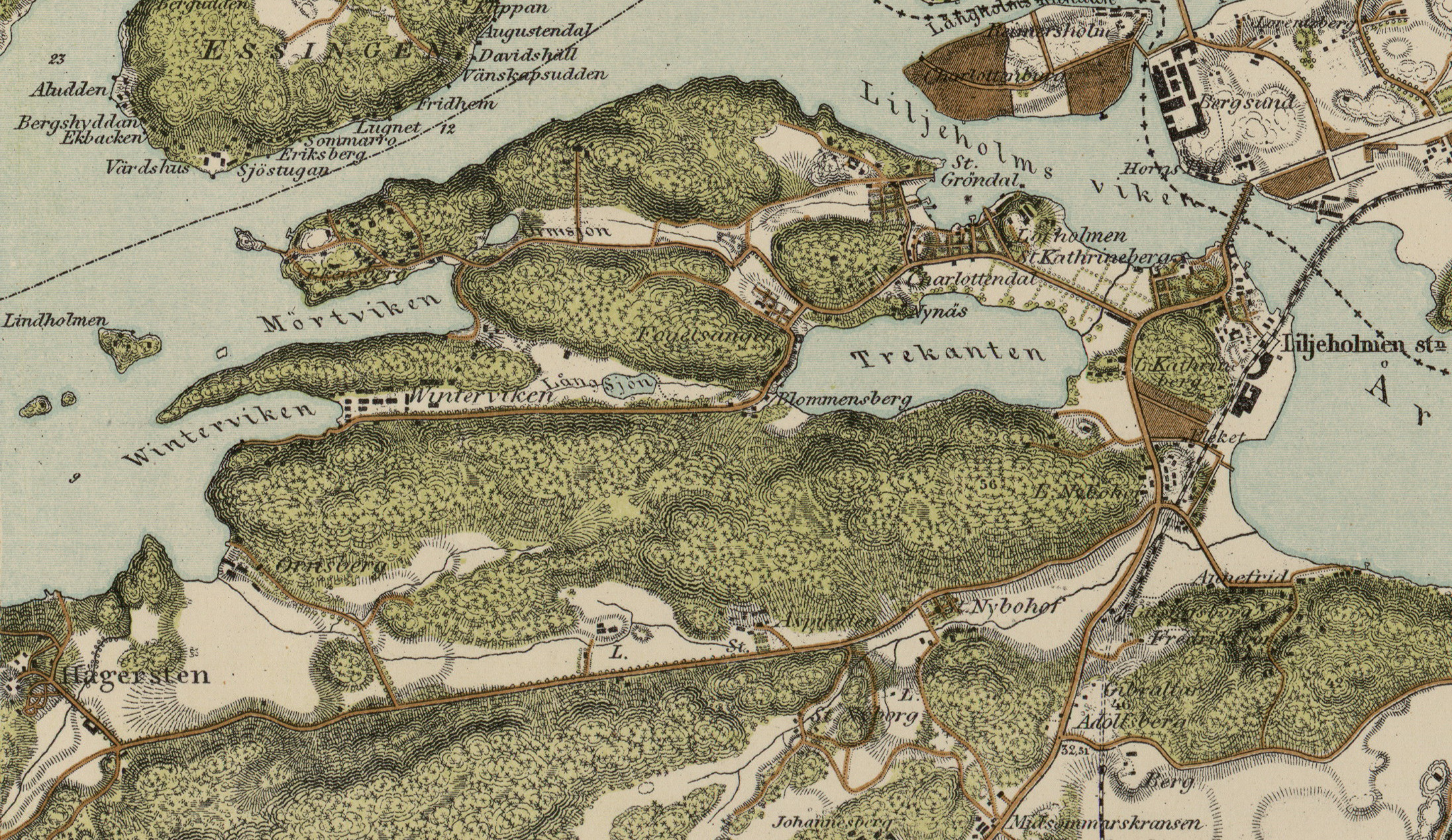
Vinterviken, Långsjön, Trekanten och Blommensberg med omgivningar år 1861.

Namnet "Blommensberg" härrör från en stenhuggarsläkt Blom, som ägde hus här i slutet av 1700-talet. Slottsstenhuggaren Johan Eric Blom och hans bror Gustaf var de första som byggde på platsen, i Wintervikens östliga del. Redan på 1600-talet gick här en vinterväg, som användes när isen låg på Mälaren. Vägen ledde från Fittja och Mälaröarna in i Vinterviken och fortsatte över sjön Trehörningen (nuvarande Trekanten) in till staden vid Hornstull. Bröderna Blom byggde alltså mellan sjön Trekanten och en liten sjö som hette Långsjön (numera igenlagd). Den ene broderns hustru Anna Blom hade en krogrörelse vid denna väg, som kallades Bullerbacka krog eller Jungfrudansen. 
Egendomen uppmättes och kartlades av lantmätaren Theodor Georgii år 1791. Då befanns det innehålla bland annat 12 tunnland och  6 kappeland åkermark, 8 tunnland och 26 1/8 kappland ängsmark och drygt 26 tunnland sjö.
År 1852 förvärvade grosshandlaren Gustaf Filip Laurin Blommensberg och 1858 var plåtslagare Per Magnus Göthner ägare. 1860 sålde protokollsekreteraren Claes Otto Vougt både Blommensberg och Vinterviken till handelsmannen Per Bjurholm. Medan Vinterviken övergick 1865 i Alfred Nobels ägo för att bygga en fabrik där, förvärvades Blommensberg 1893 av församlingen för att öppna en skola i två äldre hus som fanns på gården. Det ena revs 1961 och det andra är en liten gulmålad trävilla kallad "Hundkojan" med riklig snickarglädje och glasveranda, som fortfarande finns kvar.